# Бурмакино (Кировская область)
Бурма́кино — село в Кирово-Чепецком районе Кировской области, административный центр Бурмакинского сельского поселения.

## География
Расстояние между Кирово-Чепецком и Бурмакино — 36 км. Одна половина села с церковью расположена на холме, вторая — под ним. Местность лесистая.
Ранее через село проходила трактовая дорога на Казань. Ныне это автодорога Р169 Киров — Малмыж — Вятские Поляны. С Кирово-Чепецком село связано пригородным автобусным маршрутом № 128. Кроме того, действуют маршрут № 109 до областного центра, а также транзитный маршрут № 125 Киров — Кумёны.

## История
В переписной книге 1610 года упоминается починок Бурмакино.
Первая деревянная церковь построена в 1660 году. Каменная Богородицкая церковь построена в 1755—1771 годах, приход состоял из 49 селений. Основным занятием жителей занимались хлебопашеством, многие отправлялись отхожими промыслами, изготавливались спичечные ящики, сундуки и рамочные ульи.
В 1980-е годы в селе находился центр совхоза «Бурмакинкий» (ныне СХП «Мясомолочный»).

## Население
| 2010 |
| ---- |
| 1272 |

## Инфраструктура
В селе имеются Бурмакинская средняя школа, сельский Дом культуры, библиотека.
В селе находится несколько баз отдыха.
В 1999 году открыт Центр реабилитации Фонда социального страхования Российской Федерации «Вятские Увалы», известный своими природными лечебными факторами: умеренно континентальным климатом лесной зоны, ландшафтом, выделяющимися из недр земли минеральными водами двух типов, иловой-сульфидной грязью.

## Застройка
Улицы села: Вихарева, Гайдара, Ленина, Мира, Новая, Первомая, Советская, Труда, Фестивальная, Школьная.